# 内田正洋

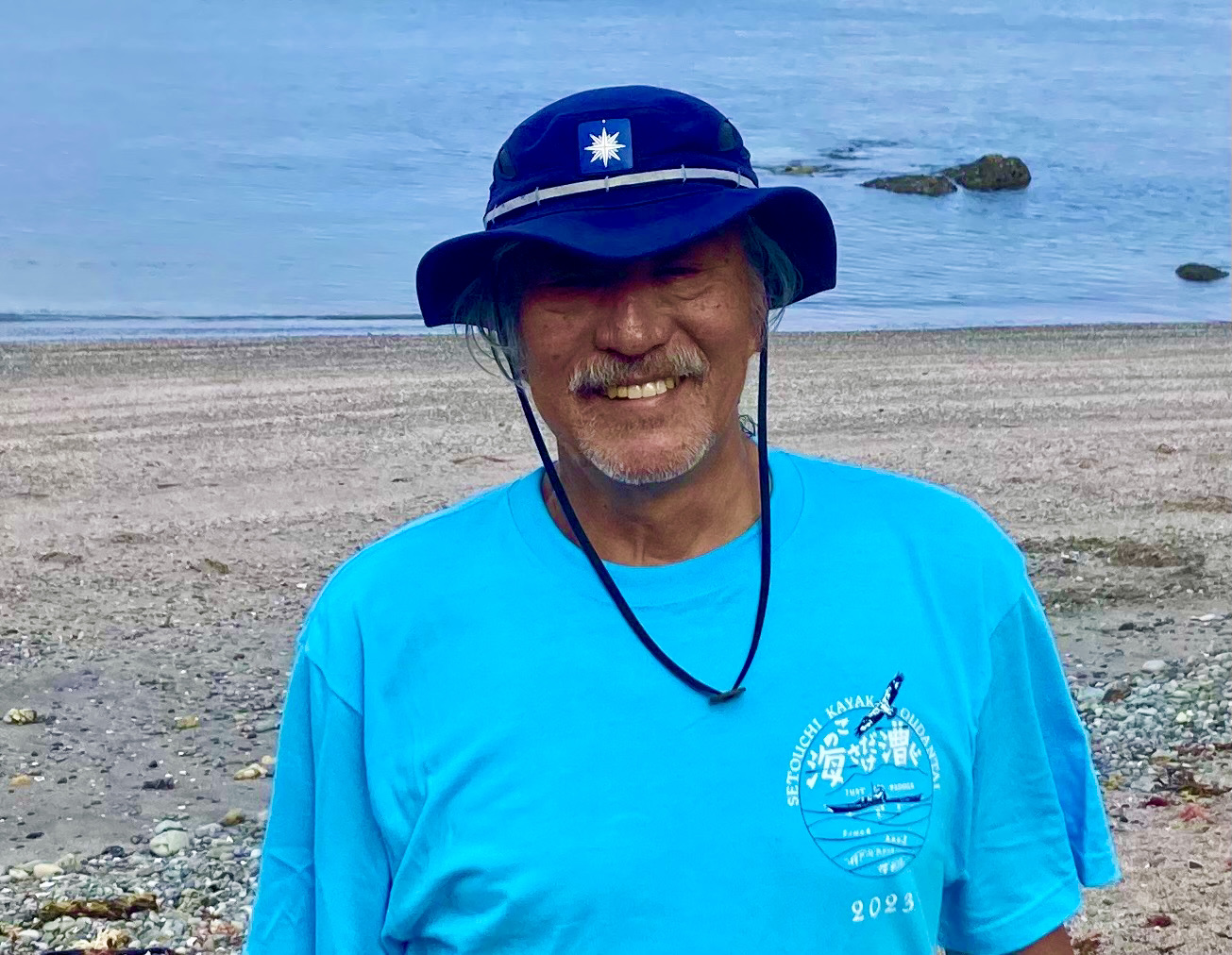
内田正洋

内田 正洋（うちだ まさひろ、1956年- ）は、 長崎県大村市出身の日本のジャーナリスト、冒険家、シーカヤックの指導者。パリ・ダカール・ラリーにナビゲーターとして参加し、シーカヤックの普及活動にも取り組んでいる。また、海洋文化や自然保護に関する活動も行っている。

## 略歴

### 若年期と教育
内田は自然や海に興味を持ち、1978年に日本大学農獣医学部水産学科を卒業した。専攻は遠洋漁業学で、在学中にマグロ漁の実習として半年間の航海に参加した。高校ではラグビー部に所属し、全国大会（花園）に出場した。 

### ジャーナリストから冒険家へ
内田は、1979年に株式会社ACP（Adventurous Creative Pearsons）に入社し、TBSテレビの「おはよう720」内のコーナー「キャラバンⅡ」でスタッフドライバーとしてアメリカ横断ロケに参加した。その後、日本テレビの「世界の道」にて中東を取材し、イラン・イラク戦争勃発時に現地で映像を撮影した。 

### パリ・ダカール・ラリー
1981年からパリ・ダカール・ラリーにナビゲーターとして参加。1982年には市販無改造クラス、二輪駆動総合クラス、マラソンクラスの3部門で優勝を果たした。1983年の大会では、テネレ砂漠で事故に遭い、負傷して一時的に撤退したが、その後もラリーへの参加を続けた。 
パリ・ダカール・ラリーの参加歴と結果
- 第4回（1981年）：初参加、ナビゲーターとして出場（チームACP）
- 第4回（1982年）：市販無改造クラス、二輪駆動総合クラス、マラソンクラスの3部門で優勝
- 第5回（1983年）：テネレ砂漠で事故により大けがを負い、一時リタイア
- 第6回（1984年）：ナビゲーターとして参加、アルジェリア〜ニジェールの国境付近でリタイア
- 第7回（1985年）：チーム・ドライワークスとしてオートバイ部門に出場、マシントラブルによりリタイア
- 第8回（1986年）：チームACPとしてナビゲーターとして参加、映画『栄光への挑戦』の撮影クルーとして活動
- 第9回（1987年）：ナビゲーターとして出場、リタイアするもダカールまで走破
- 第11回（1990年）：チーム・デザートレイダーズとしてナビゲーターとして出場
- 第12回（1991年）：チーム・デザートレイダーズとしてナビゲーターとして出場、フジテレビ番組『なるほど・ザ・ワールド』の協賛を受けて参加

バハ1000の参加歴と結果
- 1987年：オートバイ部門に初参加、レポートを『サイクルワールド』誌に特集として掲載
- 1988年：バハ1000に再度出場
- 1989年：オートバイ部門で出場、ビデオ作品『BAJA1000』を制作

### シーカヤック
内田は1987年にシーカヤックに出会い、以降、海洋を舞台にした探検活動を開始した。日本国内外でシーカヤック探検を行い、シーカヤックの普及に取り組んだ。1992年には「黒潮エクスペディション」で西表島から東京湾までの航海を成功させ、シーカヤックによる長距離探検を実現。また、シーカヤックアカデミーを主催し、全国でシーカヤック技術の指導を行っている。 
シーカヤック航海経路
1992年：「黒潮エクスペディション」
航海経路：沖縄県の西表島から東京湾まで約1,500キロメートルをシーカヤックで航海。
1993年：「黒潮漕破遠征隊」
航海経路：台湾の花蓮港から鹿児島県の山川港までの約300キロメートルをシーカヤックで航海。
2001年：「瀬戸内カヤック横断隊」
航海経路：瀬戸内海を東から西まで、計約300キロメートルをシーカヤックで7日間かけて横断。
2007年：「ホクレア号日本航海」支援
航海経路：ハワイから日本までの太平洋横断航海を行ったホクレア号を支援。日本国内では横浜港などに寄港。

### 教育と自然保護活動
内田は冒険家としてだけでなく、教育者としても活動している。東京海洋大学、横浜市立大学、神奈川大学で非常勤講師を務め、シーカヤックや海洋文化の指導に加えて、環境保護の重要性も啓発している。また、海上保安庁の海の安全推進アドバイザーとして、海洋環境の保全や安全な航海の普及に努めている。 

## 近年の活動
2016年、内田は国立科学博物館の「3万年前の航海プロジェクト」に参加し、古代の航海術を再現する試みに挑戦した。また、アウトドアブランド「mont-bell」と協力して自然環境保護や冒険活動の支援に携わっている。さらに、内閣府の総合海洋政策本部では「海洋状況表示システム（海しる）」の構築に助言を行い、海洋環境問題への対応にも取り組んでいる。 

### 著作
- 『JAPS WANT DESERT』[28] (1985年、永岡書店) – 砂漠レースへの情熱を描いた記念碑的作品。
- 『BAJA 1000』[29] (1989年、CBS・ソニー出版) – バハ1000レースの挑戦を綴った著作。
- 『シーカヤッキング・イン・ジャパン』[30] (1990年、CBS・ソニー出版) – 日本におけるシーカヤックの可能性を示した作品。
- 『祝星ホクレア号がやって来た』[31] (2007年、枻出版社) – ホクレア号の歴史と航海を振り返る一冊。
- 『海とオートバイ』[32] (2008年、枻出版社) – 海と冒険心を融合させた内田の哲学が詰まった作品。
- 『風を超えて』[32] (1988年、CBSソニー出版) – 北南米大陸縦断ツーリングに関する
- 『褐色の無』[33] (1986年、永岡書店) – パリ・ダカール・ラリーの写真集
- 『シーカヤック・ハンドブック』[34] (1997年、マリン企画) – シーカヤックのマニュアル書
- 『ザ・シーカヤッキング・マニュアル』 (1998年、枻出版社) – シーカヤック技術の詳細を解説した書籍
- 『ホクレア号について語ろう』[35] (2004年、マガジンハウス) – ホクレア号の航海に関するドキュメンタリー
- 『シーカヤッカーズ・マガジン』 (1999年、枻出版社) – シーカヤックに特化した雑誌
- 『オートバイの旅』 (1999年、枻出版社) – バイク旅の記録とその魅力を語った作品
- 『小さなカヌーの大いなる世界』 (2002年、こども夢基金) – カヌーの魅力を紹介するDVD作品
- 『実用バイクツーリング専科 : すぐ役立つバイク旅行トラの巻』[36]
- 『祝星「ホクレア」号がやって来た。』[37]
- 『カヌー&カヤックを楽しむ : 川、海、湖で漕ぐための必修技術&知識集』[38]

### 主な役職と関連組織
- 海上保安庁 海の安全推進アドバイザー[10][11]
- 一般社団法人「海洋緑化協会」設立者/ジャパンエコトラック推進協議会 理事
- 東京海洋大学[39]、横浜市立大学、神奈川大学[40]、三重大学 非常勤講師
- アウトドアブランド「mont-bell」[3] 業務委託

## 学歴
1962年 長崎県佐世保市立黒髪小学校入学
1968年 山口県長門市立仙崎小学校卒業
1971年　山口県長門市立仙崎中学校卒業
1974年　山口県立大津高等学校卒業 ＊ ラグビー部所属
第52回全国高等学校ラグビーフットボール大会（花園）出場（同校初出場） 第27回国民体育大会ラグビー高校男子にオール山口選抜として出場
1978年　日本大学農獣医学部水産学科遠洋漁業学専攻卒 ＊ 短艇（カッター）部所属 ＊ マグロ延縄漁実習船日本大学号にて半年に及ぶ航海を経験

## メディア出演・参加歴
- TBS「キャラバンⅡ」（1979年～1980年）：スタッフドライバーとしてアメリカ横断ロケに参加
- 日本テレビ「世界の道」（1980年）：中東取材に参加、イラン・イラク戦争の勃発時に現地取材
- フジテレビ「なるほど・ザ・ワールド」（1991年）：パリ・ダカール・ラリーにチーム・デザートレイダーズの一員として参加し、番組の協賛を受けて出場
- TBS「ニュースの森」（1991年）：台湾から九州までの「黒潮漕破遠征隊」に同行取材し、番組内で放映
- 日本テレビ35周年記念番組（1987年）：アラスカ州から南米ナバリノ島までの北南米縦断ツーリングにスタッフとして参加
- フジテレビ「グレートジャーニー」（1994年）：関野吉晴氏とのマゼラン海峡横断プロジェクトをサポートし、番組内で特集
- フジテレビ「ポンキッキーズ」（2005年）：子供向け番組のコーナー「不思議の島、ヤッポー！」の企画を担当
- 神奈川テレビ「湘南」（2005年～2006年）：毎週日曜日8時55分放送の番組でホスト役を務める
- NHK「3万年前の航海プロジェクト」（2016年）：太古の航海術を再現するプロジェクトに参加し、番組内でその活動を紹介